# Krup
Krup je akutno upalno suženje gornjih i srednjih dišnih puteva koju uzrokuje virusna infekcija. Kod ove infekcije dolazi do oticanja grla, što uzrokuje smetnje pri disanju. Simptomi krupa su kašalj "poput laveža", stridor (oštar zvuk visoke frekvencije), i promuklost. Simptomi mogu biti blagi, umjereni ili teški i često se pogoršavaju noću. Stanje se može izliječiti pojedinačnom dozom oralnih steroida, dok se kod težih slučajeva ponekad se koristi adrenalin. Ovo stanje rijetko zahtijeva hospitalizaciju.
Krup se dijagnosticira na temelju znakova i simptoma, nakon što isključimo moguće ozbiljnije patologije (na primjer, epiglotitis ili strano tijelo u dišnim putevima). Daljnje pretrage kao što su krvna slika, radiografska kontrola i virusne kulture u većini slučajeva nisu potrebni. Krup je često oboljenje i javlja se kod otprilike 15% djece, obično u dobi između šest mjeseci i 5-6 godina života, dok tinejdžeri i odrasli rijetko dobivaju krup. U prošlosti je vrlo čest uzrok krupa bila difterija, ali ona danas ima samo povijesno i didaktičko značenje u razvijenim zemljama, pošto je potpuno iskorijenjena kampanjom cijepljenja i povećanim higijenskim uvjetima i boljim životnim standardom.

## Znakovi i simptomi
Simptomi krupa uključuju kašalj "poput laveža", stridor ( oštar zvuk visoke frekvencije uglavnom kod udisanja), promuklost i otežano disanje, koji se obično pogoršavaju noću.  Kašalj "poput laveža" često se opisuje kao zvuk sličan glasanju tuljana ili morskog lava. Plač i nemir mogu pogoršati zviždanje (stridor). Ako je zviždanje prisutno i kod pacijenta koji je miran obično ukazuje na suženje dišnih puteva i pogoršanje stanja. U uznapredovaloj fazi, zviždanje pri disanju se zna smanjiti kao posljedica ozbiljnog suženja dišnih puteva.
Ostali simptomi uključuju vrućicu, rinitis (simptomi koji su tipični za prehladu) i uvlačenje kože između rebara. Slinjenje ili bolestan izgled obično ukazuju na neka druga medicinska stanja.

## Uzroci
Krup se svrstava među virusne infekcije. Uz ovaj se termin često veže i teški laringotraheitis, spazmodički krup, difterijski laringitis, bakterijski traheitis, laringotraheobronhitis, i laringotraheobronhopneumonitis. Prva dva stanja su virusne infekcije i imaju blaže simptome; posljednja četiri uzrokuju bakterije i obično su teža.

### Virusni uzroci
U 75% slučajeva krup uzrokuje parainfluenza virus, primarno tip 1 i 2. Ponekad krup mogu uzrokovati i drugi virusi kao što su influenza virus A i B, uzročnik ospica, adenovirus i respiratorni sincicijski virus (RSV). Spazmodički krup (krup s lavežom) uzrokuje ista skupina virusa koja uzrokuje i akutni laringotrahetis, ali nema uobičajene znakove infekcije (kao što su vrućica, suhoća i grebanje u grlu te povišen broj bijelih krvnih stanica), a liječenje i reakcija na liječenje su jednaki.

### Bakterijski uzroci
Bakterijski krup može se podijeliti na difterijski laringitis, bakterijski traheitis, laringotraheobronhitis i laringotraheobronhopneumonitis.  Difterijski laringitis uzrokuje Corynebacterium diphtheriae dok se bakterijski traheitis, laringotraheobronhitis i laringotraheobronhopneumonitis razvije nakon što se osnovna virusna infekcija, zakomplicira sekundarnom bakterijskom infekcijom. Najčešći su uzročnici bakterije: Staphylococcus aureus, Streptococcus pneumoniae, Hemophilus influenzae i Moraxella catarrhalis.

## Patofiziologija
Virusna infekcija dovodi do oticanja larinksa, dušnika, i velikih dišnih puteva, koje je posljedica infiltracije bijelih krvnih stanica (zrnaca), posebno histiocita, limfocita, plasma stanica i neutrofila. Oticanje uzrokuje suženje dišnih puteva, što povećava napor pri disanju i stvara karakterističan zviždeći protok zraka poznat kao stridor.

## Dijagnoza
| Simptom                      | Broj dodijeljenih bodova | Broj dodijeljenih bodova | Broj dodijeljenih bodova | Broj dodijeljenih bodova | Broj dodijeljenih bodova | Broj dodijeljenih bodova |
| Simptom                      | 0                        | 1                        | 2                        | 3                        | 4                        | 5                        |
| ---------------------------- | ------------------------ | ------------------------ | ------------------------ | ------------------------ | ------------------------ | ------------------------ |
| Uvlačenje kože između rebara | nikakvo                  | blago                    | umjereno                 | jako                     |                          |                          |
| Stridor                      | nikakav                  | pri uznemirenosti        | na miru                  |                          |                          |                          |
| Cijanoza                     | nikakva                  |                          |                          | pri uznemirenosti        | na miru                  |                          |
| Stupanj svijesti             | Normalan                 |                          |                          |                          |                          | dezorijentiran           |
| Protok zraka                 | Normalan                 | umanjen                  | vrlo umanjen             |                          |                          |                          |

Krup se dijagnosticira na temelju znakova i simptoma.  Prvi je korak isključiti druga stanja koja mogu blokirati gornje dišne puteve, posebice epiglotitis, strano tijelo u dišnim putevima, subglotičnu stenozu, angioedem, retrofaringealni apsces, i bakterijski traheitis.
Radiografija vrata nije rutinska pretraga kod krupa, ali ako se učini, može pokazati suženje dušnika kojeg nazivamo “znak tornja” (vidi sliku), stoga što oblik suženja nalikuje crkvenom tornju. Kod polovice slučajeva znak tornja se ne pojavljuje.
Krvna slika i virusne kulture nisu preporučene, jer mogu izazvati nemir kod pacijenta i nepotrebnu iritaciju dišnih puteva i time pogoršati simptome. Iako se virusne kulture dobivene nazofaringealnom aspiracijom (postupak izvlačenja mukusa iz nosa pomoću cjevčice), mogu upotrijebiti u svrhu određivanja točnog uzroka, one su obično ograničene za provođenje znanstvenog istraživanja.  Ako se pomoću standardnog liječenja osobi stanje ne poboljša, mogu se učiniti daljnje pretrage kako bi se utvrdila moguća bakterijska infekcija.

## Klasifikacija prema jačini simptoma
Najčešći sustav klasifikacije težine krupa je Westleyevo bodovanje krupa (Westley score). Ovaj test se češće koristi u istraživačke svrhe nego u kliničkoj praksi. Test se odnosi na zbroj bodova koji se dodjeljuju za pet različitih faktora: stupanj svijesti, cijanozu, stridor, protok zraka i uvlačenja prsnog koša. Bodovi za svaki pojedinačni faktor zapisuju se na desnoj strani tablice, a konačan zbroj može biti od 0 do 17.
- ukupan zbroj ≤ 2 ukazuje na blagi krup. Kod pacijenta je prisutan kašalj poput laveža i promuklost, ali ne i stridor u stanju mirovanja.[5]
- ukupan zbroj od 3–5 je klasificiran kao umjereni krup. Osim kašlja i promuklosti pojavljuje se i zviždanje (stridor) pri disanju.[5]
- ukupan zbroj od 6–11 je definiran kao teški krup.  Prisutan je jak stridor, ali i uvlačenje kože među rebrima pri disanju.[5]
- ukupan zbroj od ≥ 12 označava veliku vjerojatnost akutnog respiratornog zatajenja. U ovoj fazi mogu nestati kašalj poput laveža i stridor, kao posljedica začepljenja dišnih puteva.[5]

85% djece koja dođu na odjel za hitan prijem bolesnika ima blag oblik bolesti; težak oblik krupa je rijedak (<1%).

## Prevencija
Imunizacija (cjepljenje) protiv gripe i difterije gotovo u potpunosti sprječava pojavu krupa.

## Liječenje
Djeca oboljela od krupa trebala bi što je više moguće mirovati.  Steroidi se uobičajena terapija kod krupa, dok se adrenalin koristi kod težih slučajeva. Djeca sa saturacijom kisikom (količinom kisika u krvi) ispod 92% tretiraju se inhalacijama kisika, a pacijenti s teškim oblikom krupa hospitaliziraju se i zadržavaju na promatranju. Ako je potreban kisik, preporučuje se tzv. "blow-by" inhaliranje kisika (držanje izvora kisika pokraj djetetova lica), pošto ne izaziva toliku uznemirenost kao upotreba maske za kisik. Uz odgovarajuće liječenje, endotrahealna intubacija (postavljanje cijevi u dušnik) potrebna je tek kod manje 0.2% ljudi.

### Steroidi
Za liječenje krupa u svim stadijima koriste se kortikosteroidi, kao što su deksametazon i budezonid.  Do značajnijeg poboljšanja dolazi već šest sati nakon uzimanja.  Lijekovi su se pokazali učinkovitima pri davanju oralnim putem (na usta), parenteralno (ubrizgavanjem u venu), ili inhalacijom, ali se prednost uvijek daje oralnom uzimanju.  Uglavnom je dovoljna jedna doza, a steroidi se opčenito smatraju vrlo sigurnima. Deksametazon se daje u dozama od 0.15, 0.3 i 0.6 mg/kg i sve su se doze pokazale jednako učinkovitima.

### Adrenalin
Kod umjerenog i teškog oblika krupa može biti učinkovit nebulizirani adrenalin (inhalacijski oblik koji širi dišne puteve). Iako adrenalin obično ublažava krup unutar 10–30 minuta, učinak traje samo oko 2 sata. Ako se stanje ne pogorša ni 2–4 sata nakon tretmana i ne pojave se dodatne komplikacije, dijete se najčešće otpušta iz bolnice.

### Ostale terapije
Istraživane su i druge metode liječenja krupa, ali još uvijek nema dovoljno dokaza da bi se odobrila njihova upotreba. Udisanje vruće pare ili ovlaženog zraka tradicionalne su metode samoliječenja, ali kliničke studije nisu pokazale njihovu učinkovitost stoga se vrlo rijetko koriste. Upotreba lijekova protiv kašlja, koji obično sadrže dekstrometorfan i/ili gvaifenezin, također nisu preporučene. Iako se u prošlosti za smirivanje disanja koristilo udisanje helioxa (mješavine helija i kisika), nema dovoljno dokaza koji bi opravdali njegovu upotrebu.  S obzirom na to da je krup uglavnom virusnog podrijetla, ne koriste se antibiotici, osim ako se ne sumnja u sekundarnu bakterijsku infekciju.  U slučaju bakterijske infekcije preporučuju se antibiotici vankomicin i cefotaksim. Kod težih slučajeva povezanih s gripom  A ili B, daju se inhibitori virusne neuraminidaze.

## Prognoza
Virusni krup obično ne traje dugo i spontano prolazi; vrlo rijetko završava smrću od sindroma dišnog distresa i/ili srčanog zastoja.  Simptomi se obično smanje unutar dva dana, ali mogu trajati i do sedam dana. Manje uobičajene komplikacije uključuju bakterijski traheitis, upalu pluća i plućni edem.

## Epidemiologija
Oko 15% djece, većinom između 6 mjeseci i 5–6 godina starosti, oboljeva od krupa. Na krup otpada oko 5% bolničkih prijema koji uključuju ovu dobnu skupinu. Kod vrlo male djece od oko 3 mjeseca i starije djece od oko 15 godina krup je vrlo rijedak. Mušku djecu krup pogađa 50% češće nego žensku i češće se javlja u jesen.

## Povijest
Riječ krup dolazi iz ranog modernog engleskog, a značenje glagola krup, je "promuklo plakati"; kao naziv bolesti prvi je puta korišten u Škotskoj, a postao je popularan u 18. stoljeću. Difterijski krup bio je poznat još u doba Antičke Grčke za vrijeme Homera. Godine 1826., Bretonneau je otkrio da postoje dvije vrste krupa – virusni i difterijski.  Francuzi su virusni krup nazivali "faux-croup" (lažni krup), dok su termin "krup" koristili za bolest koju su uzrokovali uzročnici difterije. Pojavom učinkovite imunizacije, krup uzrokovan difterijom postao je gotovo nepoznata bolest.